# Vřískot 2
Vřískot 2 (v anglickém originále Scream 2) je americký filmový horor z roku 1997 režiséra Wese Cravena, natočený podle scénáře Kevina Williamsona. V hlavních rolích se představili David Arquette, Neve Campbell, Courteney Cox, Sarah Michelle Gellar, Jamie Kennedy, Laurie Metcalf, Elise Neal, Jerry O'Connell, Timothy Olyphant, Jada Pinkett a Liev Schreiber. Film pojednává o Sidney Prescottové a dalších, jež před dvěma lety přežili masakr ve Woodsboro, kteří se na univerzitě stanou cíli zabijáka, jenž svou maskou i metodami napodobuje pachatele z Woodsboro. Snímek, spadající do podžánru slasherů, je pokračováním filmu Vřískot z roku 1996, tedy druhým ve stejnojmenné filmové sérii. Následován byl snímkem Vřískot 3 (2000).

## Příběh
Maureen Evansová a Phil Stevens, studenti vysoké školy Windsor College v Ohiu, se účastní předpremiéry hororového filmu Ostří (v originále Stab), natočeného podle knihy novinářky Gale Weathersové, zabývající se událostmi masakru ve Woodsboro, který se udál o dva roky dříve. Během promítání si Phil odskočí na záchod, kde jej zabije postava v masce woodsboroského zabijáka. Vrah vstoupí během promítání do sálu a sedne si vedle Maureen, která si myslí, že se ji Phil v masce snaží vyděsit. Na jeho bundě si ale všimne krve, načež ji vrah smrtelně bodne, což si nadšení diváci spletou s fanouškovským ztvárněním scény. Maureen pak ale před filmovým plátnem padne mrtvá na zem.
Následujícího dne se na Windsor College, kde Sidney Prescottová studuje spolu se svou nejlepší kamarádkou Hallie McDanielovou, novým přítelem Derekem Feldmanem, kamarádem Randym Meeksem, který rovněž přežil události ve Woodsboro, a Derekovým nejlepším kamarádem Mickeym Altierim, sjedou zpravodajská média včetně místní novinářky Debbie Saltové. Do kampusu dorazí i další dva woodsborští přeživší: bývalý policista Dewey Riley, který Sidney nabídne ochranu, a reportérka Gale Weathersová, která chce o novém případu také informovat. Gale se snaží zinscenovat konfrontaci mezi Sidney a Cottonem Wearym, který se zde snaží získat slávu díky svému zproštění viny z vraždy Sidneyiny matky.
Později večer se Sidney a Hallie účastní večírku v domě univerzitního sesterstva, zatímco v nedalekém domě jiného spolku zabije vrah s maskou studentku Cici Cooperovou. Poté, co všichni účastníci večírku odejdou, vtrhne i do tohoto domu zabiják a napadne Sidney; Derek však zasáhne. Vrah Dereka zraní, ale po příjezdu policie uteče. Poté co zjistí, že Cici se ve skutečnosti jmenovala Casey, vysloví Gale teorii, že nový vrah v masce se zaměřuje na studenty, kteří mají stejná jména jako oběti masakru ve Woodsboro. Gale, Dewey a Randy si další den povídají na trávníku v univerzitním kampusu, ale zavolá jim vrah, který naznačí, že je sleduje. Gale a Dewey se ho rozhodnou hledat, zatímco Randy se ho snaží udržet na telefonu. Když se Gale a Dewey rozhlížejí po kampusu, zabiják zatáhne Randyho do Galeina přenosového vozu a zavraždí ho. Večer si Dewey a Gale prohlédnou nahrávku, na které vrah v masce zabíjí Randyho. Zabiják na ně zaútočí a pobodá Deweyho, zatímco Gale uteče. Dva policisté, které Sidney dostala jako ochranku, ji i s Hallie chtějí odvézt z města, ale útočník je i Hallie během cesty zavraždí; Sidney však dokáže uniknout.
Sidney najde v posluchárně Dereka přivázaného k dekoracím studentského představení. Začne ho odvazovat, když vtom přijde útočník v masce. Vrah se odhalí: je jím Mickey, který poté Dereka střelí. Mickey řekne Sidney, že má v úmyslu ji zabít a nechat se zatknout, aby mohl u soudu obvinit ze všech těchto vražd násilí ve filmech. Poté představí jako svého komplice Debbie Saltovou, v níž Sidney pozná paní Loomisovou, matku Billyho Loomise, jednoho z pachatelů masakru ve Woodsboro, která se chce Sidney pomstít za zabití svého syna. Mickey vysvětlí, že paní Loomisová zaplatila jeho školné s tím, že on provede ony vraždy. Paní Loomisová ale Mickeyho zradí a střelí ho. Než se mladík zhroutí, postřelí Gale. Paní Loomisová přiloží Sidney nůž ke krku, ale Cotton paní Loomisovou zastřelí. Náhle se vynoří postřelený Mickey, na což Gale se Sidney reagují jeho zastřelením. Sidney se poté otočí k tělu paní Loomisové a střelí ji do hlavy, aby se ujistila, že je skutečně mrtvá.
Když druhý den ráno přijede policie, ukáže se, že Dewey je stále naživu. Gale s ním raději nastoupí do sanitky, než aby využila příležitosti a podala o vraždách zprávu před kamerami. Sidney řekne novinářům, aby veškeré otázky směřovali na Cottona, čímž mu umožní publicitu, za kterou se honí, a zároveň od sebe odvede pozornost.

## Obsazení
- David Arquette (český dabing: Filip Jančík [1999, 2013], Jan Maxián [2023]) jako Dewey Riley
- Neve Campbell (český dabing: Tereza Chudobová [1999, 2013], Sabina Rojková [2023]) jako Sidney Prescottová
- Courteney Cox (český dabing: Hana Krtičková [1999, 2013], Kateřina Peřinová [2023]) jako Gale Weathersová
- Sarah Michelle Gellar (český dabing: Lucie Svobodová [1999], Marika Šoposká [2013], Malvína Pachlová [2023]) jako Cici Cooperová
- Jamie Kennedy (český dabing: Filip Švarc [1999, 2013], Michal Holán [2023]) jako Randy Meeks
- Laurie Metcalf (český dabing: Zuzana Schulzová [1999], Dagmar Čárová [2013], Veronika Gajerová [2023]) jako Debbie Saltová / paní Loomisová
- Elise Neal (český dabing: Petra Hanžlíková [1999], Jitka Moučková [2013], ? [2023]) jako Hallie McDanielová
- Jerry O'Connell (český dabing: Martin Velda [1999], Radek Kuchař [2013], Jan Škvor [2023]) jako Derek Feldman
- Timothy Olyphant (český dabing: Michal Jagelka [1999], Marek Holý [2013], Oldřich Hajlich [2023]) jako Mickey Altieri
- Jada Pinkett (český dabing: Helena Němcová [1999], Kateřina Petrová [2013], Irena Máchová [2023]) jako Maureen Evansová
- Liev Schreiber (český dabing: Zdeněk Mahdal [1999], Michal Holán [2013], Viktor Dvořák [2023]) jako Cotton Weary
- Lewis Arquette (český dabing: Dalimil Klapka [1999], Tomáš Juřička [2013], Jan Szymik [2023]) jako náčelník Lewis Hartley
- Duane Martin (český dabing: Ladislav Novák [1999], Petr Gelnar [2013], Pavel Vondrák [2023]) jako Joel Jones
- Rebecca Gayheart (český dabing: Kateřina Halešová [1999], Kateřina Březinová [2013], ? [2023]) jako Lois
- Portia de Rossi (český dabing: Jana Mařasová [1999], Kateřina Petrová [2013], ? [2023]) jako Murphy

Hlas vraha v masce namluvil Roger L. Jackson. Ve snímku se také objevili herci Tori Spelling, Luke Wilson a Heather Graham. Ti ztvárnili sami sebe, tedy herce, kteří ve fiktivním filmu Ostří zpodobnili Sidney Prescottovou, Billyho Loomise a Casey Beckerovou.

## Produkce
Během psaní scénáře k prvnímu Vřískotu vytvořil scenárista Kevin Williamson také pětistránkové návrhy pro případná pokračování. Sám podepsal smlouvu na dva potenciální sequely a po zkušebních projekcích prvního snímku dostal smlouvu na další dva filmy také režisér Wes Craven. Studio Dimension Films díky komerčnímu i kritickému úspěchu „jedničky“ záhy schválilo druhý Vřískot, jehož příprava byla zahájena v březnu 1997, kdy měl Williamson k dispozici již na 42 stránkách rozvinutý děj. který zahrnoval čtyři vrahy: Dereka, Hallie, Cottona a paní Loomisovou. Po zahájení natáčení, v době, kdy již měl scénář k dispozici štáb i herci, ale došlo k jeho úniku na internet (jednomu z prvních úniků scénářů do on-line prostředí) a k odhalení všech vrahů a velké části děje. V důsledku toho byla zavedena přísná bezpečnostní opatření a Williamson musel scénář urychleně rozsáhle přepsat. Během těchto úprav došlo ke změně závěru filmu i identit vrahů, rovněž byl drasticky změněn osud některých postav, například Randyho Meekse či kameramana Joela. Scénář byl upravován v takové rychlosti, že režisér Craven musel některé scény vymýšlet přímo při natáčení. V roce 2017 Kevin Williamson uvedl, že uniklý scénář byl ve skutečnosti jedním ze tří falešných scénářů s nepravým koncem, aby se předešlo únikům detailů a skutečné totožnosti zabijáka.
Při zahájení natáčení prvního Vřískotu měla ve smlouvě zajištěnou účast v případném pokračování pouze Neve Campbell. Po jeho úspěchu přidalo studio Dimension Films opci na sequely do smluv těm hercům, kteří ztvárnili postavy, jež první film přežily (Courteney Cox, David Arquette, Jamie Kennedy a Liev Schreiber), a záhy ji uplatnilo. Toto herecké jádro bylo pro druhý film doplněno nováčky, včetně Sarah Michelle Gellar (která krátce předtím dokončila natáčení jiného Williamsova slasheru, Tajemství loňského léta), Elise Neal, Jerryho O'Connella, Timothyho Olyphanta či Laurie Metcalf.
Natáčení filmu s rozpočtem 24 milionů dolarů bylo zahájeno v červnu 1997. Filmovalo se v Atlantě, v Los Angeles a v jejich okolí. Ohijskou univerzitu Windsor College představovaly areály Agnes Scott College v Decaturu u Atlanty a Kalifornské univerzity v Los Angeles, pro zobrazení domů studentských spolků využili filmaři budovy v Pasadeně. Úvod filmu s předpremiérou snímku Ostří byl natočen v kině Vista Theater v Hollywoodu, zatímco pro jeho exteriér využil štáb kino Rialto Theatre v South Pasadeně. Scény ze samotného fiktivního filmu Ostří natočil Robert Rodriguez v kalifornském Malibu. Během natáčení druhého Vřískotu byly používány pracovní názvy Scream Again a Scream Louder, studio se však rozhodlo pro prostý název s číslicí 2. Hudbu k filmu s klasifikací R složil, stejně jako u prvního Vřískotu, Marco Beltrami. Skladbu „Cassandra Aria“, která je součástí studentského divadelního představení, napsal Danny Elfman. V některých scénách s postavou Deweyho byly použity výňatky hudby ze snímku Operace: Zlomený šíp od Hanse Zimmera, které při zkušební projekci sloužily jako dočasná náhrada za dosud nedokončené Beltramiho skladby. Testovací publikum ale na tuto hudbu reagovalo kladně, a proto ji tam studio, bez Beltramiho vědomí, ponechalo.

### České znění
Vznikla tři česká znění filmu. První z nich, určené původně pro VHS, vyrobilo v roce 1999 AW Studio Praha v překladu Pavla Grygara pod režijním vedením Bohdana Tůmy. Druhé nechal v roce 2013 vyrobit televizní stanice Universal Channel ve společnosti SDI Media, přičemž hlasové obsazení některých hlavních rolí zůstalo stejné, jako u prvního dabingu. Třetí vzniklo v roce 2023 pro streamovací platformu SkyShowtime.

## Vydání
Slavnostní premiéra filmu Vřískot 2 proběhla 10. prosince 1997 v Grauman's Chinese Theatre v Hollywoodu v Los Angeles. Do amerických kin byl snímek uveden 12. prosince 1997, stejně jako v Kanadě. V Austrálii měl premiéru v lednu 1998, v dalších zemích byl postupně promítán od března 1998. V Česku měl film premiéru 14. ledna 1999, jako poslední se jej dočkali diváci v Jižní Koreji, kde byl do kin uveden 5. června 1999.
V roce 1998 vydala společnost Dimension Home Video film na VHS a LD, na DVD byl snímek vydán v červenci 1998 společností Buena Vista Home Entertainment. Roku 2011 byl film vydán na BD. Lokalizovaná verze na VHS byla v Česku vydána v srpnu 1999, na DVD vyšel film v květnu 2003.

## Přijetí

### Tržby
V Severní Americe, kde byl promítán v 2663 kinech, utržil snímek 101,4 milionu dolarů, v ostatních zemích dalších 71 milionu dolarů. Celosvětové tržby tak dosáhly 172,4 milionu dolarů. Během úvodního víkendu utržil v Severní Americe přes 32 milionů dolarů.
V České republice byl film uveden distribuční společností Intersonic a s celkovou návštěvností 85 492 diváků utržil celkem 4,4 milionu korun.

### Filmová kritika
Server Rotten Tomatoes udělil snímku známku 6,9/10, a to na základě vyhodnocení 79 recenzí (z toho 64 jich bylo spokojených, tj. 81 %). V konsenzuální kritice uvádí, že Vřískot 2, stejně jako první díl, „zábavně dekonstruuje konvence strašidelných filmů“. Utahuje si také z „příšerných hororových pokračování“, avšak sám takovým sequelem není. Od serveru Metacritic získal film, podle 22 recenzí, celkem 63 ze 100 bodů.

### Ocenění
Snímek byl nominován na cenu Saturn v kategorii Nejlepší hororový film, nominaci v kategorii Nejlepší herečka ve vedlejší roli získala Courteney Cox a v kategorii Nejlepší herečka v hlavní roli Neve Campbell. Neve Campbell získala MTV Movie Award v kategorii Nejlepší herečka, naopak Tori Spelling byla nominována na Zlatou malinu (společně se svým výkonem ve filmu Dům přitakání) v kategorii Nejhorší nová hvězda.

## Související díla
Díky komerčnímu úspěchu filmu byly natočeny sequely s názvy Vřískot 3 (2000), Vřískot 4 (2011), Vřískot (2022), Vřískot 6 (2023) a Scream 7 (2026). V letech 2015–2019 byl vysílán odvozený televizní seriál Scream.